# Pristimantis dorsopictus
Eleutherodactylus dorsopictus là một loài động vật lưỡng cư trong họ Strabomantidae, thuộc bộ Anura. Loài này được Rivero & Serna mô tả khoa học đầu tiên năm 1988.

## Hình ảnh

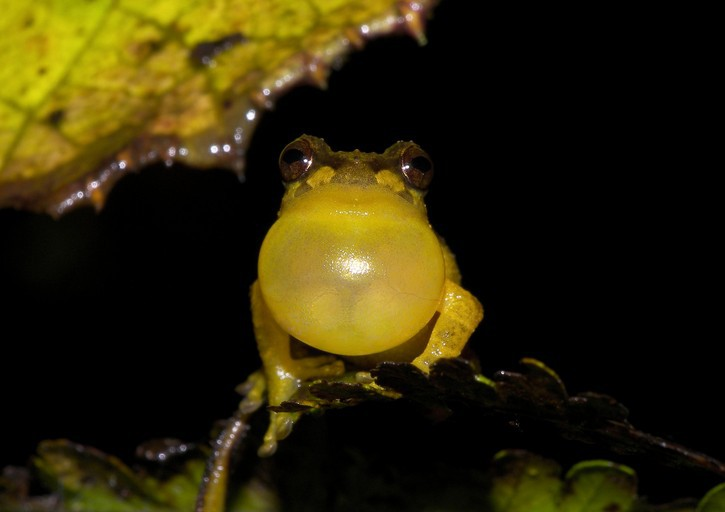
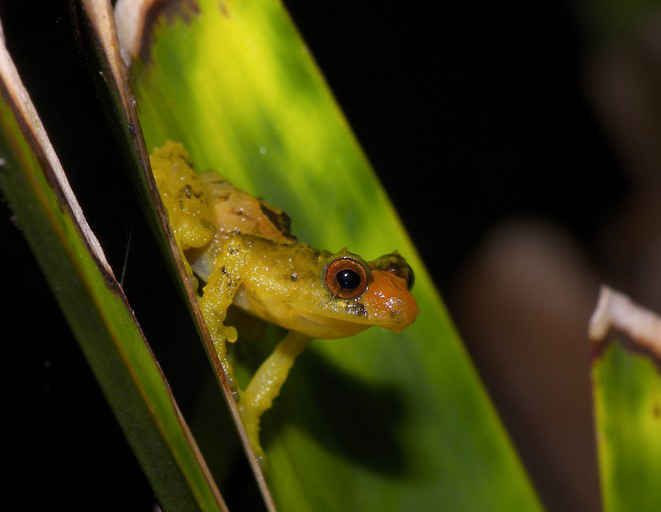